# 镜像 (几何)

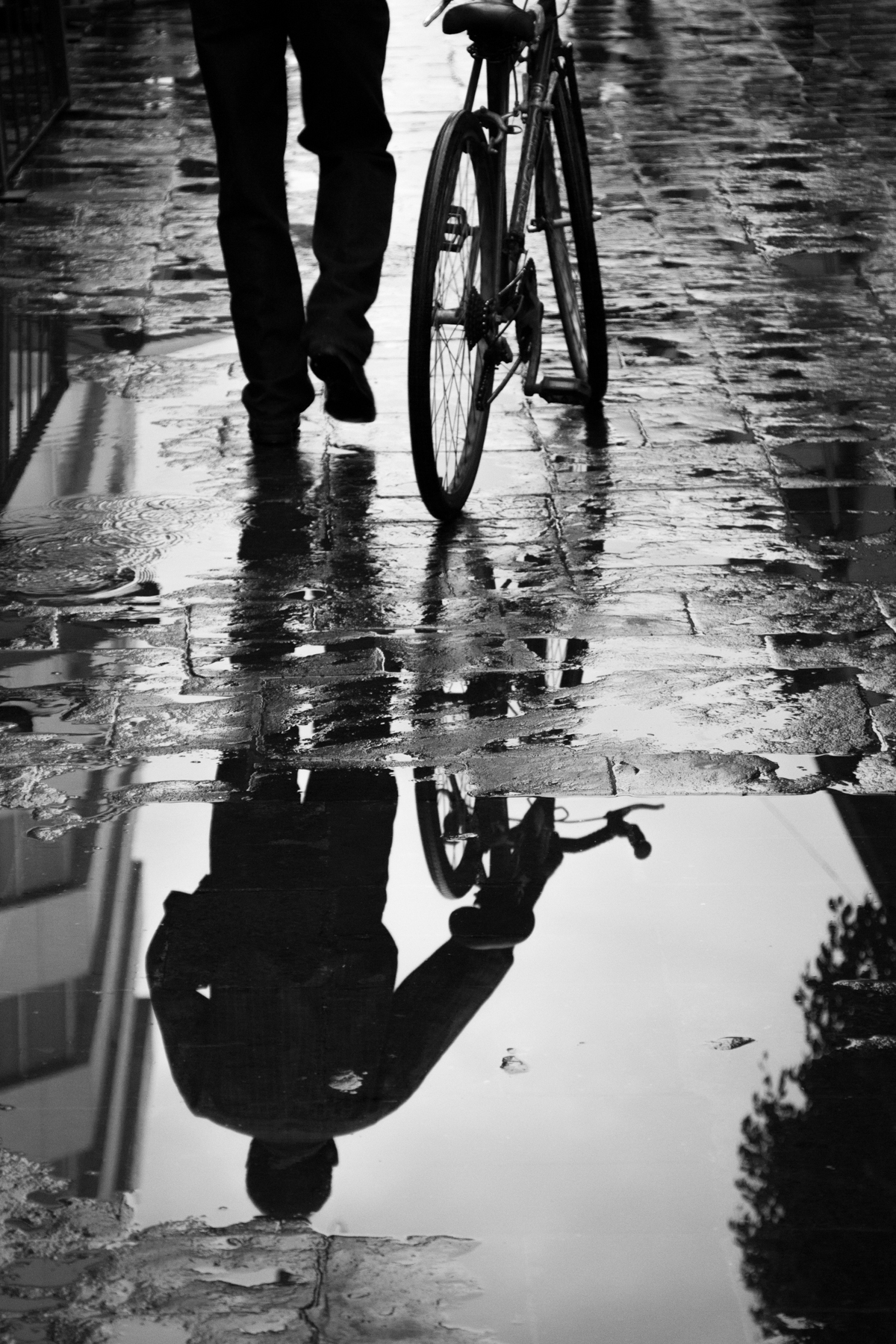

在几何学中，镜像，顾名思义，就是物体相对于某镜面所成的像。

## 二维空间
在二维空间里，一个物体（或二维图形）的镜像就是该物体在某平面镜中反射出来的虚像。这时镜像与原物有同样大小，但不尽相同，除非原物本来就是反射对称的。

## 三维空间
镜像的概念也可以扩展到三维空间的物体，包括其内部，尽管这些物体并不一定透明。

## 镜像的镜像
镜像的镜像就是一个正常像。

## 镜像文字
有些文字故意以其镜像的方式写成，以便通过镜面查看。例如救护车和消防车等应急车辆为方便司机从后视镜查看，使用了镜像文字。